# Francisco Javier Martínez Fernández
Pour les articles homonymes, voir Francisco Javier Fernández (homonymie), Francisco Martínez, Martínez et Fernández.
Francisco Javier Martínez Fernández, né le 20 décembre 1947 à Madrid en Espagne, est un évêque catholique espagnol, archevêque de Grenade depuis 2003, connu pour ses prises de position parfois polémiques et situé dans l'aile plutôt conservatrice de l'Église catholique.

## Biographie
Il naît à Madrid le 20 décembre 1947 et suit ses études ecclésiastiques au séminaire diocésain de Madrid-Alcalá.
Il est ordonné prêtre le 3 avril 1972. Il est diplômé en théologie biblique de l'Université pontificale de Comillas, élève de l'école biblique de Jérusalem, master of arts de l'Université catholique d'Amérique (Washington D.C.), où, en 1985, il obtient le doctorat en philosophie et langues sémitiques. Entre 1972 et 1975, il est prêtre de Casarrubuelos (Madrid), entre 1976 et 1978, professeur au  séminaire diocésain de Tolède, entre 1981 et 1983, professeur adjoint à l'Université catholique d'Amérique et entre 1984 et 1985, professeur à l'Institut théologique de Madrid.
À seulement 37 ans, il est nommé évêque titulaire de Voli (de) et évêque auxiliaire de Madrid le 20 mars 1985, recevant l'ordination épiscopale le 11 mai de la même année. Le 15 mars 1996, il est nommé évêque de Cordoue, dont il prend possession le 18 mai. Le 15 mars 2003, il est nommé au siège métropolitain de Grenade dont il prend possession du siège le 1er juin.

## Prises de position
Francisco Javier Martínez fit l'actualité pour une homélie faite le 20 décembre 2009. Dans cette homélie, il se positionne contre l'avortement, qu'il compare à un «génocide silencieux», affirmant que la nouvelle loi sur l'avortement place les médecins dans une position similaire à celles des officiers des camps de concentration nazi. En novembre 2013, il appuie la publication par la maison d'édition Nuevo Inicio, dépendant de l'Archevêché, du livre polémique Cásate y sé sumisa (Marie-toi et sois soumise) Le livre a fait l'objet de débats au parlement espagnol. Martinez a qualifié la polémique de "ridicule et hypocrite".

## Scandale d'abus de mineurs (2014)
En 2014, un scandale éclate dans son diocèse: dix prêtres et deux laïcs, dont un professeur de religion, sont impliqués dans un cas grave d'abus de mineurs. L'attitude laxiste de l’archevêque est sujet de critique. Il ne serait intervenu que sous pression du Vatican, et seulement après qu'une victime s'est adressée directement au pape François.  Selon plusieurs sources, le cas pourrait conduire à ce que l’archevêque se sente obligé à renoncer à sa fonction, une option prévue par l'article 401.2 du droit canonique dans le cas où un évêque «pour maladie ou autre cause grave se sent dans l'impossibilité de remplir sa fonction»,.